# Jean-Philippe Saïko
Jean-Philippe Saïko (* 20. August 1990 in Nouméa) ist ein neukaledonischer Fußballspieler.

## Karriere

### Verein
Zur Saison 2013/14 wechselte er von der AS Magenta zum FC Gaïtcha. Nach einem halben Jahr hier zog es ihn dann weiter zum FC Montaigu aufs französische Festland. Zur Spielzeit 2015/16 folgte dann sein Wechsel zu Stade Poitiers. Von diesen wiederum wechselte er zur Runde 2018/19 nochmal zum FC Limoges. Nach dem Ende des laufenden Jahres kehrte er dann aber wieder nach Neukaledonien zurück und spielte ab nun wieder für AS Magenta. Zur Spielzeit 2019/20 wechselte er nun zu Tasman United nach Neuseeland. Nachdem der Klub im Jahr 2020 dann aufgelöst worden war, kehrte er wieder einmal in seine Heimat zurück und schloss sich nun der AS Lössi an. Seit Anfang 2022 spielte er nun schon ein drittes Mal für AS Magenta.

### Nationalmannschaft
Seinen ersten bekannten Einsatz im Dress der neukaledonischen A-Nationalmannschaft hatte er am 29. Mai 2016 bei einem 1:1 gegen Papua-Neuguinea während der Qualifikation für die Weltmeisterschaft 2018. Hier stand er in der Startelf und erzielte auch in der 84. Minute das einzige Tor seiner Mannschaft, zudem holte er sich eine Minute auch noch eine gelbe Karte ab. Bei der anschließenden Ozeanienmeisterschaft 2016 schied er mit seinem Team im Halbfinale gegen Neuseeland aus.
Im Jahr 2019 sammelte er dann weiter Einsätze bei den Pazifikspielen 2019, kam hier aber auch nur in der Gruppenphase zum Einsatz. Zuletzt war er bei einer 1:7-Niederlage gegen Neuseeland während der Qualifikation für die Weltmeisterschaft 2022 am 24. März 2022 im Einsatz.